# Baş Qərvənd
Baş Qərvənd (eingedeutscht Basch Gärwänd) ist ein Dorf im Rayon Ağdam von Aserbaidschan.

## Geographische Lage und Geschichte
Das Dorf liegt ca. 35 Kilometer nordöstlich der Provinzhauptstadt Ağdam auf einer Höhe von 219 Metern. 
In Baş Qərvənd wurden Spuren der alten Siedlung İlanlıtəpə, Ilanlytepe (Schlangenhügel) gefunden, die der Kupfersteinzeit zugeordnet wird. Über die mittelalterliche Geschichte des Dorfes ist nicht viel bekannt.
Im Ersten Bergkarabachkrieg wurde die Ortschaft Schauplatz kriegerischer Auseinandersetzungen zwischen armenischen und aserbaidschanischen Truppen. Ende April 1994 wurde Baş Qərvənd von den armenischen Einheiten besetzt und während der Besatzungszeit komplett zerstört. Nach dem Krieg um Bergkarabach 2020 erfolgte die Rückgabe der Provinz Ağdam einschließlich Baş Qərvənd an Aserbaidschan. Im Zuge des Wiederaufbaus der vormals besetzten Gebiete plant die aserbaidschanische Regierung im Dorf den Bau von fast 1.500 Wohnhäusern. Im September 2023 gab die Regierung bekannt, die Slowakei plane in der Ortschaft ein Pilotprojekt umzusetzen. Geplant sind die Einführung von Abfallverwertungssystemen und der Ausbau von erneuerbaren Energien.